# توچنپه (استان اشوی‌داشکسیه)
توچنپه (به لهستانی:  Tuczępy) یک روستا در لهستان است که در گمینا توچنپه واقع شده‌است.